# Saint-Lambert-sur-Dive
Saint-Lambert-sur-Dive település Franciaországban, Orne megyében. Lakosainak száma 133 fő (2022. január 1.). Saint-Lambert-sur-Dive Coudehard, Neauphe-sur-Dive, Tournai-sur-Dive és Gouffern en Auge községekkel határos.

## Népesség
A település népessége az elmúlt években az alábbi módon változott:
| Lakosok száma | 148  | 153  | 156  | 149  | 143  | 138  | 136  | 135  | 133  |
|               | 2013 | 2015 | 2016 | 2017 | 2018 | 2019 | 2020 | 2021 | 2022 |